# 400 mètres 4 nages masculin aux Jeux olympiques d'été de 2012
Navigation
Pékin 2008 Rio de Janeiro 2016
L'épreuve de 400 m 4 nages hommes des Jeux olympiques d'été de 2012 a lieu le 28 juillet au London Aquatics Centre.

## Qualification
Pour participer à cette épreuve, les temps de qualification étaient de 4 min 16 s 46 pour le temps de qualification olympique (TQO) et de 4 min 25 s 44 pour le temps de sélection olympique (TSO) qui devaient être effectués entre le 1er mars 2011 et le 18 juin 2012. Un comité national olympique (CNO) pouvait inscrire 2 nageurs s'ils faisaient le TQO et 1 nageur s'il effectuait le TSO. Les CNO pouvaient inscrire des nageurs indépendamment du temps (1 nageur par sexe sur l'ensemble des épreuves) s'ils n'avaient pas de nageurs qui avaient réussi les temps de qualification nécessaires.

## Records
Avant cette compétition, les records dans cette discipline étaient les suivants :
| Record du monde  | 4 min 03 s 84 | Michael Phelps | États-Unis | 10 août 2008 | Pékin (Chine) | , |
| Record olympique | 4 min 03 s 84 | Michael Phelps | États-Unis | 10 août 2008 | Pékin (Chine) | , |

## Médaillés
| Or          | Argent         | Bronze        |
| Ryan Lochte | Thiago Pereira | Kōsuke Hagino |

## Résultats

### Finale (28 juillet au soir)
| Rang                                | Ligne | Nom                  | Nationalité    | Temps         | Notes |
| ----------------------------------- | ----- | -------------------- | -------------- | ------------- | ----- |
| Médaille d'or, Jeux olympiques      | 3     | Ryan Lochte          | États-Unis     | 4 min 05 s 18 |       |
| Médaille d'argent, Jeux olympiques  | 6     | Thiago Pereira       | Brésil         | 4 min 08 s 86 |       |
| Médaille de bronze, Jeux olympiques | 4     | Kōsuke Hagino        | Japon          | 4 min 08 s 94 | RA    |
| 4                                   | 8     | Michael Phelps       | États-Unis     | 4 min 09 s 28 |       |
| 5                                   | 5     | Chad le Clos         | Afrique du Sud | 4 min 12 s 42 |       |
| 6                                   | 1     | Yuya Horihata        | Japon          | 4 min 13 s 30 |       |
| 7                                   | 2     | Thomas Fraser-Holmes | Australie      | 4 min 13 s 49 |       |
| 8                                   | 7     | Luca Marin           | Italie         | 4 min 14 s 89 |       |

### Séries (28 juillet le matin)
| Rang | Série | Ligne | Nom                      | Nationalité     | Temps         | Notes |
| ---- | ----- | ----- | ------------------------ | --------------- | ------------- | ----- |
| 1    | 3     | 4     | Kōsuke Hagino            | Japon           | 4 min 10 s 01 | Q, RA |
| 2    | 5     | 2     | Chad le Clos             | Afrique du Sud  | 4 min 12 s 24 | Q     |
| 3    | 5     | 4     | Ryan Lochte              | États-Unis      | 4 min 12 s 35 | Q     |
| 4    | 3     | 6     | Thiago Pereira           | Brésil          | 4 min 12 s 39 | Q     |
| 5    | 5     | 3     | Thomas Fraser-Holmes     | Australie       | 4 min 12 s 66 | Q     |
| 6    | 5     | 6     | Luca Marin               | Italie          | 4 min 13 s 02 | Q     |
| 7    | 5     | 5     | Yuya Horihata            | Japon           | 4 min 13 s 09 | Q     |
| 8    | 4     | 4     | Michael Phelps           | États-Unis      | 4 min 13 s 33 | Q     |
| 9    | 4     | 5     | László Cseh              | Hongrie         | 4 min 13 s 40 |       |
| 10   | 3     | 1     | Gal Nevo                 | Israël          | 4 min 14 s 77 |       |
| 11   | 4     | 2     | Yannick Lebherz          | Allemagne       | 4 min 15 s 41 |       |
| 12   | 3     | 3     | Yang Zhixian             | Chine           | 4 min 15 s 45 |       |
| 13   | 4     | 6     | Roberto Pavoni           | Grande-Bretagne | 4 min 15 s 56 |       |
| 14   | 4     | 3     | Wang Chengxiang          | Chine           | 4 min 15 s 57 |       |
| 15   | 4     | 1     | Maksym Shemberev         | Ukraine         | 4 min 16 s 63 |       |
| 16   | 2     | 4     | Ward Bauwens             | Belgique        | 4 min 16 s 71 |       |
| 17   | 4     | 7     | Ioánnis Drymonákos       | Grèce           | 4 min 17 s 04 |       |
| 18   | 2     | 6     | Raphael Stacchiotti      | Luxembourg      | 4 min 17 s 20 |       |
| 19   | 5     | 1     | Riaan Schoeman           | Afrique du Sud  | 4 min 17 s 22 |       |
| 19   | 5     | 7     | Federico Turrini         | Italie          | 4 min 17 s 22 |       |
| 21   | 3     | 7     | Alexander Tikhonov       | Russie          | 4 min 18 s 12 |       |
| 22   | 3     | 5     | Dávid Verrasztó          | Hongrie         | 4 min 18 s 31 |       |
| 23   | 4     | 8     | Alec Page                | Canada          | 4 min 19 s 17 |       |
| 24   | 3     | 2     | Joe Roebuck              | Grande-Bretagne | 4 min 20 s 24 |       |
| 25   | 1     | 5     | Bradley Ally             | Barbade         | 4 min 21 s 32 |       |
| 26   | 2     | 2     | Yury Suvorau             | Biélorussie     | 4 min 23 s 06 |       |
| 26   | 2     | 5     | Diogo Carvalho           | Portugal        | 4 min 23 s 06 |       |
| 28   | 2     | 3     | Jung Won-Yong            | Corée du Sud    | 4 min 23 s 12 |       |
| 29   | 2     | 1     | Esteban Enderica Salgado | Équateur        | 4 min 24 s 32 |       |
| 30   | 2     | 8     | Pedro Pinotes            | Angola          | 4 min 24 s 69 |       |
| 31   | 1     | 4     | Anton Sveinn McKee       | Islande         | 4 min 25 s 06 |       |
| 32   | 5     | 8     | Daniel Tranter           | Australie       | 4 min 25 s 76 |       |
| 33   | 2     | 7     | Quah Zheng Wen           | Singapour       | 4 min 26 s 81 |       |
| 34   | 1     | 6     | Marko Blazhevski         | Macédoine       | 4 min 32 s 38 |       |
| 35   | 1     | 3     | Rafael Alfaro            | Salvador        | 4 min 35 s 80 |       |
| 36   | 1     | 2     | Ahmed Ghithe G Atari     | Qatar           | 5 min 21 s 30 |       |
|      | 3     | 8     | Taki Mrabet              | Tunisie         | DSQ           |       |